# Lepidium mossii
Lepidium mossii är en korsblommig växtart som beskrevs av Albert Thellung. Lepidium mossii ingår i släktet krassingar, och familjen korsblommiga växter. Inga underarter finns listade i Catalogue of Life.